# 朝日温泉 (北海道)

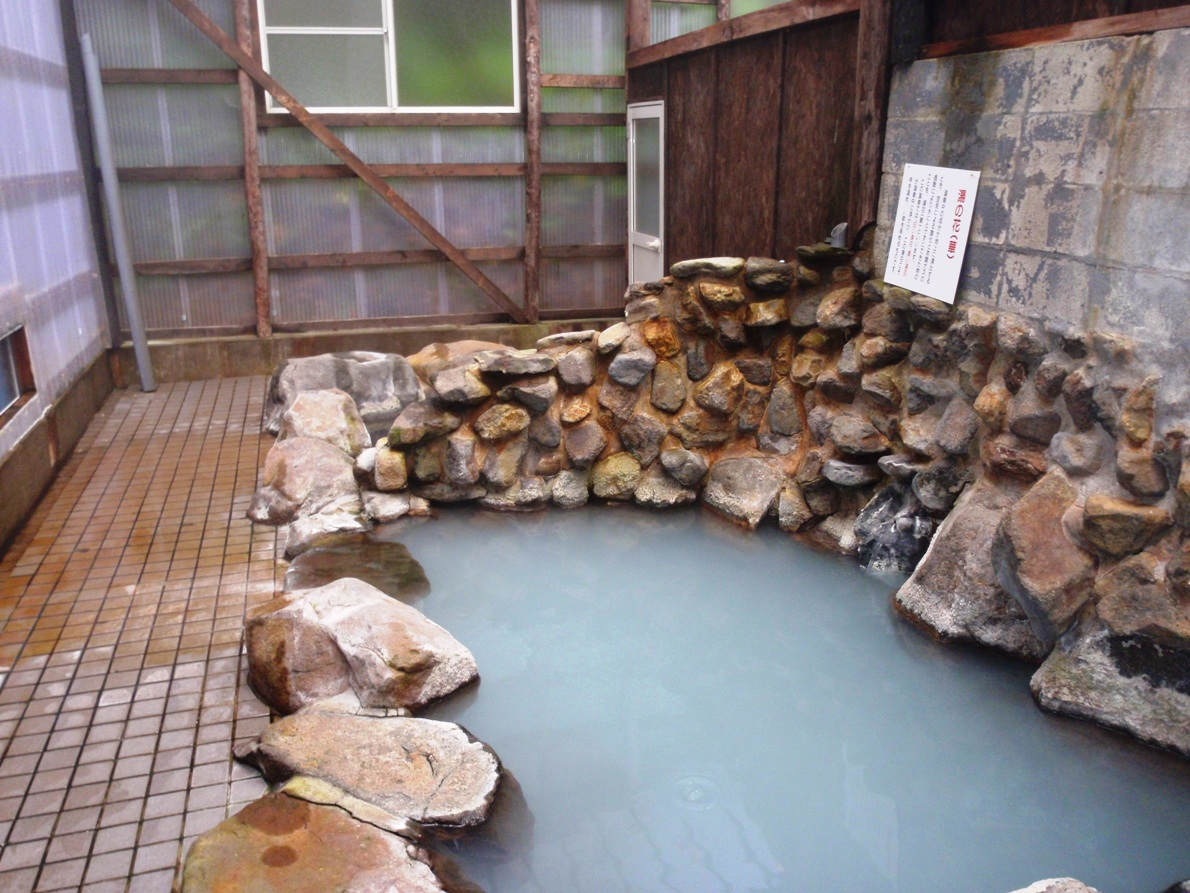
内風呂（2009年）

朝日温泉（あさひおんせん）は、北海道岩内郡岩内町敷島内にある温泉。
2010年7月の土砂災害により長期休業中である。

## 泉質
- 含硫黄・カルシウム - 硫酸塩泉（硫化水素型）（旧泉質名：石膏硫化水素泉）
  - 源泉温度 - 49.5℃

## 温泉地
岩内町の山深く、湯内川（ユウナイ川）沿いの谷間に一軒宿「朝日温泉旅館」がある。
- 男女別の内湯は、浴槽がそれぞれ2つずつ。屋根・壁の素材が半透明で露天風呂的な趣がある。
- 旅館建物から湯内川に掛った丸木橋を渡った所の渓流横に、足元湧出の小さな混浴露天風呂がある。
  - いずれも源泉掛け流し。内風呂は飲泉可。
  - 冬季（11月 - 4月）は積雪のため休業。
  - 電気は自家発電。携帯電話は電波圏外である。
  - 雷電山への登山基地となっている。山頂まで約3時間。

## 歴史
- 1711年（正徳年代）に発見されたと伝えられている。
- 1844年（弘化元年）開湯、この地を通る街道の開削に伴い、温泉宿が建てられる。当時は単に「ユウナイ川の温泉」と呼ばれていた。
- 1856年（安政3年）、松浦武四郎がこの地に寄った記録がある。
- 1947年（昭和22年）を舞台にした水上勉の小説、『飢餓海峡』に当温泉地の描写があり、複数の旅館が立ち並び賑わっていた様子がうかがえる。
- 2003年（平成15年）頃一旦閉鎖するが、2005年（平成17年）に管理人を立てて再開する。
- 2010年（平成22年）7月29日、集中豪雨による土砂災害で施設が被害を受け[1]、長期休業中。

## 交通
岩内町市街地から国道229号を雷電方向へ約10km、朝日温泉の看板より町道親子別雷電高山線へ入り、山道を約4km（未舗装路3km）。